# Look!
Look! este o revistă de shopping din România.
Lansată în decembrie 2003 de Edipresse AS România, „Look!” este prima revistă de shopping de calitate.
Publicul revistei este alcătuit din femei cu vârste cuprinse între 25 și 44 ani, active, din mediul urban, absolvente de liceu și universitate, cu venituri mari, cu un stil de viață modern, independent, individualist și pentru care shoppingul reprezintă o modalitate de recreere.